# Apalacris antennata
Apalacris antennata är en insektsart som beskrevs av Liang. Apalacris antennata ingår i släktet Apalacris och familjen gräshoppor. Inga underarter finns listade i Catalogue of Life.